# Häkkisensaaret
Häkkisensaaret är en ö i Finland. Den ligger i sjön Iisvesi, Virmasvesi och Rasvanki och i kommunen Kuopio i den ekonomiska regionen  Kuopio ekonomiska region  och landskapet Norra Savolax, i den centrala delen av landet, 300 km norr om huvudstaden Helsingfors. Öns area är 2 hektar och dess största längd är 270 meter i nord-sydlig riktning.  Notera att namnet antyder att det är fråga om flera öar.